# Promises (Nero)
Promises is een nummer van de Britse band Nero van hun album Welcome Reality. Het nummer werd als vierde single van het album uitgegeven op 5 augustus 2011. Een videoclip van het nummer, geregisseerd door Ben Newman, debuteerde op 7 juli 2011 op YouTube. 

## Tracklist
| 1.                 | Promises                          | 4:17 |
| 2.                 | Promises (Skrillex en Nero Remix) | 4:28 |
| 3.                 | Promises (Calvin Harris Remix)    | 5:59 |
| 4.                 | New Life                          | 4:33 |
| Totale duur: 19:17 |                                   |      |

## Hitlijsten
| Hitlijst                    | Hoogste positie |
| --------------------------- | --------------- |
| Australische album hitlijst | 34              |
| Ultratop 50                 | 35              |
| Schotse album hitlijst      | 1               |
| UK Dance album hitlijst     | 1               |
| UK Singles Chart            | 1               |